# Sayed Mohammad Gulabzoy

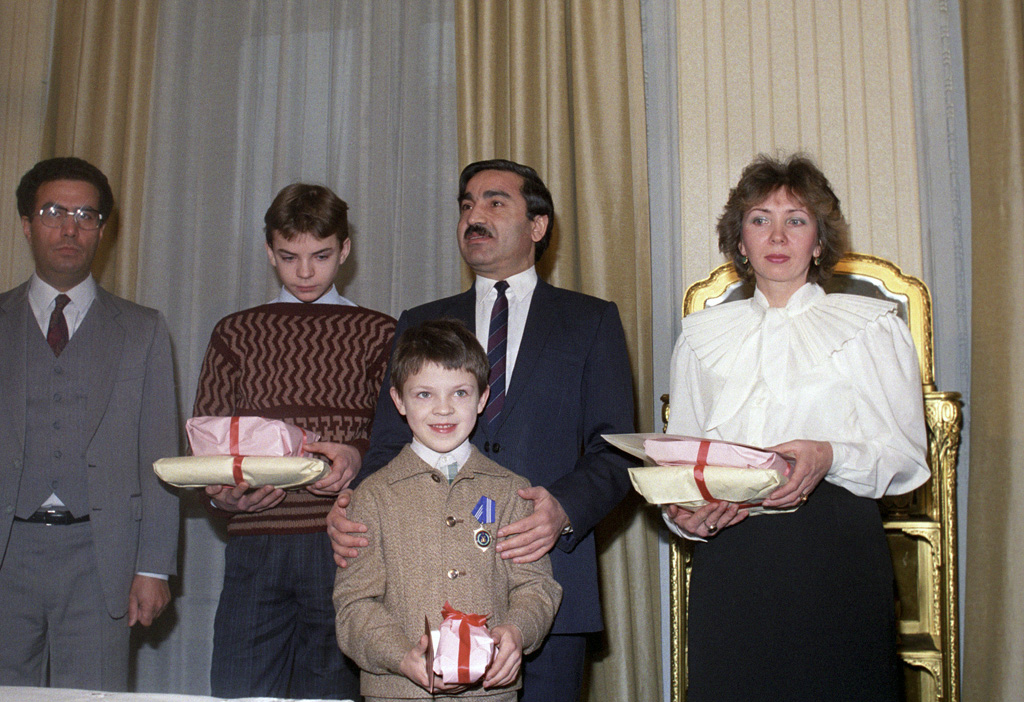
Botschafter Sayed Mohammad Gulabzoy verleiht afghanische Orden für die Familie des Iswestija Reporters Alexandr Sekretarev (1954–1988)

Sayed Mohammad Gulabzoy (paschtunisch سيد محمد ګلاب زوي; * 1951 in Paktia) ist ein afghanischer Politiker und ehemaliger Militär und Botschafter.

## Leben
Sayed Mohammad Gulabzoy kommt aus einer Familie von Zadran-Paschtunen. Er machte eine Ausbildung zum Flugzeugmechaniker bei der afghanischen Luftwaffe und studierte an der Luftwaffenhochschule in Kabul. Als Offizier der Luftwaffe unterstützte er Mohammed Daoud Khan als dieser 1973 die Monarchie in Afghanistan abschaffte und Mohammed Sahir Schah ins Exil nach Rom ging.
1976 studierte er in der Sowjetunion Radar-Technologie. Er wurde Mitglied der Demokratischen Volkspartei Afghanistans, wo er der Amin-nahen Khalq-Fraktion zugerechnet wurde.
Nach der Saurrevolution 27. April 1978 wurde er am 8. Juli 1978 im Staatsrat Minister für Kommunikation. Als sich der Konflikt zwischen Khalq und Partschamis verschärfte, geriet Gulabzoy in Opposition zum Leiter des Nachrichtendienstes, Hafizullah Amin, und verständigte sich mit Mohammad Aslam Watanjar und Asadullah Sarwari, Amin zu stürzen. Als sich das Scheitern dieser Verschwörung abzeichnete, bat er am 14. September 1979 in der sowjetischen Botschaft in Kabul telefonieren zu dürfen. Juli Michailowitsch Woronzow verweigerte aber ein Telefongespräch. Nachdem Gulabzoy auch vergeblich in der tschechoslowakischen Botschaft in Kabul um ein Telefongespräch gebeten hatte, wurde er am 16. September 1979 aus dem Amt des Kommunikationsministers enthoben.
Mit der Operation Regenbogen beteiligte sich der KGB an der Evakuierung von afghanischer Opposition aus Afghanistan. Am 19. September 1979 wurde Sayed Mohammad Gulabzoy über Bulgarien in die Sowjetunion verbracht und diente als Scout bei der Operation Storm-333. Mit der sowjetischen Intervention in Afghanistan wurde ein afghanischer Revolutionsrat als Regierung eingesetzt; hier firmierte er vom 28. Dezember 1979 bis Oktober 1988 als Innenminister und wurde als solcher am 11. Januar 1980 bestätigt. Als Innenminister ließ er eine Spezialpolizei zur Verfolgung der Mudschahedin, die zarandoi rekrutierten. 1983 wurde er zum General befördert und 1987 in das Politbüro der Demokratischen Volkspartei Afghanistans aufgenommen.
Am 25. November 1988 wurde er von Mohammed Nadschibullāh zum Botschafter in Moskau ernannt.
Im März 1990 versuchte Generalleutnant Shahnawaz Tanai Mohammed Nadschibullāh zu stürzen.
Sayed Mohammad Gulabzoy wurde unter dem Vorwurf an der Verschwörung beteiligt zu sein als Botschafter entlassen. Sayed Mohammad Gulabzoy erhielt in Moskau bis zum Sturz des Mullah Omar Regimes 2001 Asyl.
2005 wurde er im Wahlbezirk Chost in die Wolesi Dschirga gewählt.

### KGB-Agent
Laut den Mitrokhnin-Archiven war Gulabzoy ein KGB-Agent, der unter dem Namen Mammad geführt worden ist. Ob es sich bei der sogenannten Saur-Revolution um einen verdeckte Operation des KGB gehandelt hat, ist bis heute nicht abschließend geklärt.